# 茶々 (お笑い芸人)
茶々（ちゃちゃ、生年月日非公開）は、日本のお笑い芸人、ミュージカル女優。吉本興業所属。福岡県太宰府市出身。

## 人物・来歴
体重49 kg。
趣味はバレエ、ピアノ、西洋占星術、薬膳。特技は水泳、歌、ダンス、暗記、演技。
芸人デビュー以前は9年ほどミュージカル女優として活動していた。地元・福岡の大学を1年で中退し東京のミュージカル学校へ通い、フリーでミュージカルに出演した。
『女芸人No.1決定戦 THE W』（日本テレビ）にて2020年大会では2回戦進出に終わったものの、翌年の2021年大会は芸歴2年目にして決勝進出を果たした（後の2023年王者となる紅しょうがに4-3で敗退）。翌々年の2023年大会では準決勝進出。

## 芸風
主に1人コントで、特技の歌唱を活かしたネタが多い。
2021年の『THE W』決勝において披露した電車のコントのように、本人は一切セリフを発さず動作あるいは録音された音源によって進められるネタもある。

## 出演

### テレビ
- 有田ジェネレーション（TBSテレビ、2020年2月4日〈3日深夜〉） - NSC在学中の出演、憧れだったMCの有田哲平（くりぃむしちゅー）からネタバトルにおいて票を獲得した[8][9]。
- 生放送で満点出せるか100点カラオケ音楽祭（TBSテレビ、2022年1月15日） - 松たか子「Let It Go〜ありのままで〜」を歌唱し、結果は満点で100万円獲得[10]。
- ダウンタウンDX（読売テレビ・日本テレビ系列、2022年1月20日）[11]
- 芸能界最強歌うま王決定戦!2022夏（テレビ東京、2022年8月7日[12]）

### 配信番組
- SKE48福士奈央の芸人もういっちょ 特別編（YouTube、2019年8月30日[13]・9月20日[14]・10月4日[15]） - NSC在学中に出演
- 有田ジェネレーション（Paravi、2022年7月18日[16]）